# Pythais scutigera
Pythais scutigera is een keversoort uit de familie boktorren (Cerambycidae). De wetenschappelijke naam van de soort is voor het eerst geldig gepubliceerd in 1826 door Vigors.